# 차시우바우

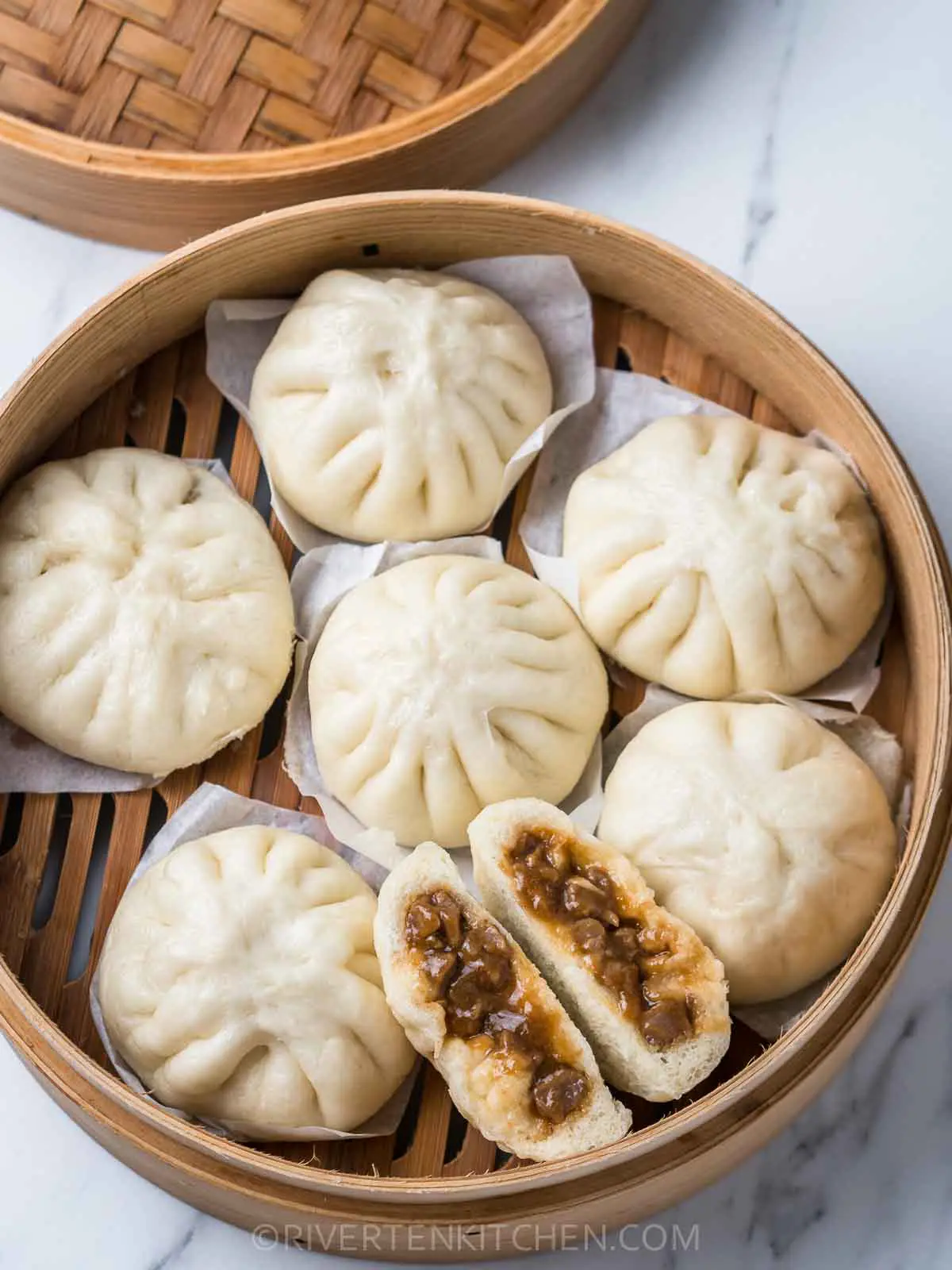
chāshāo bāo

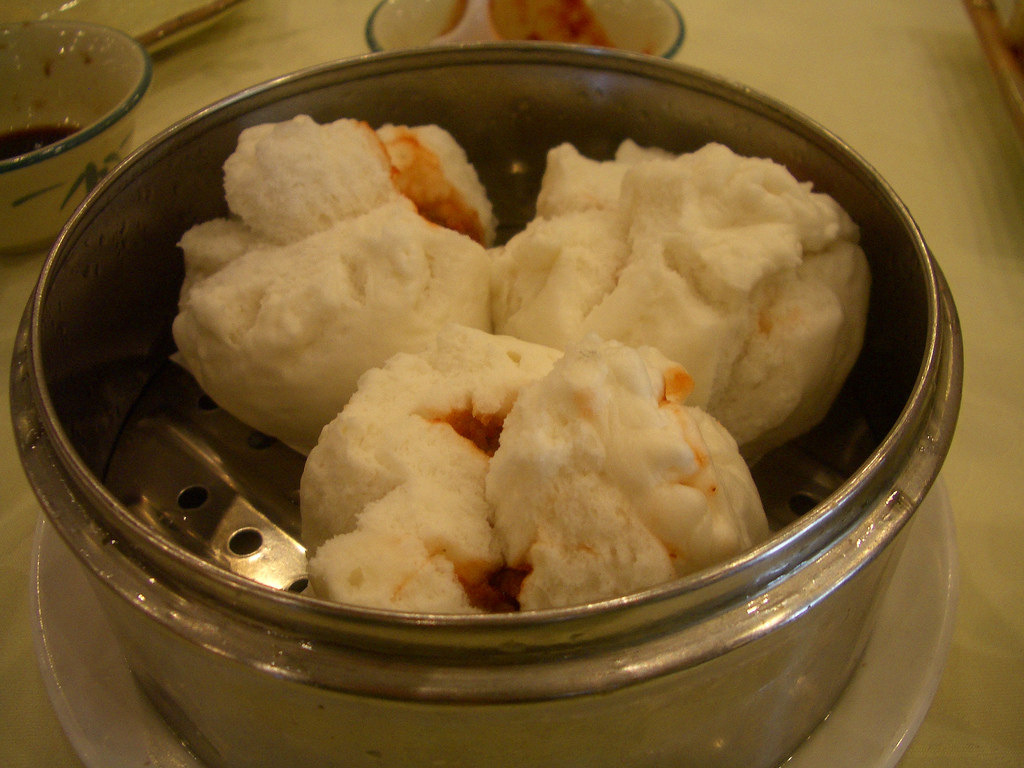

차시우바우 또는 차사오바오(중국어 정체자: 叉燒包, 간체자: 叉烧包, 월병: caa1 siu1 baau1, 한어 병음: chāshāo bāo)는 바오쯔에 차시우를 채워 만든 음식이며, 광둥 요리의 일종이다. 작게 자른 차시우에 굴소스 등을 넣어 속을 채우고 겉은 밀가루로 싸서 찜통에 넣고 쪄서 만든다. 차시우바오의 크기는 보통 지름 5cm(1.97인치) 정도이며, 한 케이지는 보통 서너 개다. 좋은 차시우바오는 적당한 지방과 살코기의 차시우로 속을 채우고 껍질은 찐 후 부드럽고 매끄럽고 약간 갈라져 차시우 속을 노출시키면 차시우 향이 스며든다. 또 전통 차시우바오의 표준 요구 사항은 '큰 배와 약간만 노출된 터진 입이 있는 키가 큰 핀치 모양'이라는 말도 있다. 하와이에서는 마나푸아(Manapua)로 불리며 하와이어 mea 'ono pua 'a('맛있는 돼지고기 음식'이라는 뜻)의 약자이며 미국령 사모아에서는 Keke pua'a라고 불린다. 주로 딤섬의 일종으로 취급되며, 중국 요리 관련 식품점에서 쉽게 구할 수 있다.
크게 찌는 방법과 굽는 방법으로 만들어지며, 찌는 방법으로 만든 차사오바오는 겉면이 하얀 반면 굽는 방법으로 만든 겉면이 노랗고 윤기가 난다는 차이가 있다.

## 속재료와 에피소드
차시우바오의 속재료는 주로 잘게 썬 차시우와 차시우소스로, 선별된 차시우의 품질 외에도 각 점포에서 사용하는 차시우소스가 완제품의 맛에 영향을 미치며, 차시우바오의 차시우는 이미 잘게 썰고 맛을 내기 때문에 판매 후 남은 차시우를 사용하기도 한다. 붉은 고기소의 고기 유래를 알기 어렵고, 속재료의 내력이 불분명하기 때문에 차시우바오는 공포 영화의 소재가 되었다.

## 같이 보기
- 차시우
- 바오쯔